# Salome Maswime
Salome Maswime est une clinicienne et experte en santé sud-africaine. Elle est obstétricienne et gynécologue et professeure de chirurgie globale à l'Université du Cap. En 2017, elle a reçu le prix Trailblazer and Young Achiever Award.

## Enfance et éducation
Salomé Maswime est originaire du Limpopo. Elle est diplômée en médecine de l'Université du KwaZulu-Natal en 2005. Au cours de son internat médical, elle a vu deux décès à Greytown, KwaZulu-Natal. Elle a obtenu un doctorat soutenu par la Carnegie Corporation de New York (en) et le South African Medical Research Council (en), ce qui lui a permis de trouver des moyens d'améliorer la vie des mères et des nourrissons, avec une thèse intitulée « 	Reducing maternal morbidity and mortality from caesarean section-related haemorrhage in Southern Gauteng ». Elle a terminé ses thèses de maîtrise et de doctorat à l'université du Witwatersrand, où elle a cherché à réduire la morbidité maternelle due aux hémorragies liées à la césarienne dans le Gauteng, .

## Carrière
Maswime est membre exécutif du South African Perioperative (en) Research Group. Elle est membre du Réseau international des systèmes d'enquêtes obstétricales. Elle a été conférencière et directrice de la division de recherche clinique en obstétrique et gynécologie de l'université du Witwatersrand et obstétricienne à l'hôpital universitaire Chris Hani Baragwanath. Elle travaille avec des femmes ayant des grossesses à haut risque. Ses recherches portent sur les accidents évités de justesse et la mortalité maternelles,. Elle a découvert que les décès maternels dus aux saignements au cours des césariennes ont augmenté en Afrique du Sud. Elle a comparé la préparation des hôpitaux aux complications chirurgicales des césariennes dans le sud du Gauteng.
En 2017, elle a été nommée par le Mail & Guardian comme l'une des 200 meilleures sud-africaines,. Maswime a découvert que l'Afrique compte 200 000 décès maternels par an ; ce qui représente les deux tiers de tous les décès maternels dans le monde. Elle a écrit pour The Conversation sur l'augmentation du nombre de césariennes en Afrique,. Elle a remporté le prix Trailblazer and Young Achiever Award remis par Jacob Zuma en 2017.
En 2018, elle a lancé la South African Clinician Scientists Society. Elle a reçu une bourse Discovery Foundation de l'Université Harvard, pour l'Massachusetts General Hospital en 2018,. Sa bourse lui permet de faire des recherches sur les causes des mortinaissances chez les personnes séropositives. La bourse est d'un montant de 2,1 millions de rands. En 2019, elle a été nommée professeure de chirurgie globale à l'Université du Cap.
En 2020, elle a été annoncée comme l'une des jeunes scientifiques de la classe 2020 du Forum économique mondial, un groupe de 25 chercheurs remarquables qui sont « à la pointe de la découverte scientifique ».

## Publications
- (en) Salome Maswime et Eckhart Buchmann, « A systematic review of maternal near miss and mortality due to postpartum hemorrhage », International Journal of Gynecology and Obstetrics, Elsevier, vol. 137, no 1,‎ 6 janvier 2017, p. 1-7 (ISSN 0020-7292 et 0020-6695, OCLC 20761200, PMID 28099749, DOI 10.1002/IJGO.12096).
- (en) Shabir A Madhi, Carmen Briner, Salome Maswime, Simpiwe Mose, Philiswa Mlandu, Richard Chawana, Jeannette Wadula, Yasmin Adam, Alane Izu et Clare L Cutland, « Causes of stillbirths among women from South Africa: a prospective, observational study », The Lancet Global Health, Elsevier, vol. 7, no 4,‎ 1er avril 2019, e503-e512 (ISSN 2214-109X et 2572-116X, PMID 30879510, DOI 10.1016/S2214-109X(18)30541-2).
- (en) David Bishop, Robert A Dyer, Salome Maswime, Reitze N Rodseth, Dominique van Dyk, Hyla-Louise Kluyts, Janat T Tumukunde, Farai D Madzimbamuto, Abdulaziz M Elkhogia, Andrew K N Ndonga, Zipporah W W Ngumi, Akinyinka O Omigbodun, Simbo D Amanor-Boadu, Eugene Zoumenou, Apollo Basenero, Dolly M Munlemvo, Coulibaly Youssouf, Gabriel Ndayisaba, Akwasi Antwi-Kusi, Veekash Gobin, Patrice Forget, Bernard Mbwele, Henry Ndasi, Sylvia R Rakotoarison, Ahmadou L Samateh, Ryad Mehyaoui, Ushmaben Patel-Mujajati, Chaibou M Sani, Tonya M Esterhuizen, Thandinkosi E Madiba, Rupert M Pearse, Bruce M Biccard et ASOS investigators, « Maternal and neonatal outcomes after caesarean delivery in the African Surgical Outcomes Study: a 7-day prospective observational cohort study », The Lancet Global Health, Elsevier, vol. 7, no 4,‎ 1er avril 2019, e513-e522 (ISSN 2214-109X et 2572-116X, PMID 30879511, DOI 10.1016/S2214-109X(19)30036-1).